# Port lotniczy Mfuwe
Port lotniczy Mfuwe (IATA: MFU, ICAO: FLMF) – port lotniczy położony w Mfuwe, w Zambii.

## Linie lotnicze i połączenia
| Linia Lotnicza   | Kierunek                                                         |
| ---------------- | ---------------------------------------------------------------- |
| Proflight Zambia | 1. Lilongwe 2. Lusaka                                            |
| Ulendo Airlink   | 1. Likoma 2. Lilongwe 3. Liwonde 4. Majete 5. Southern Lakeshore |
| Zambia Airways   | 1. Lusaka                                                        |